# Chirosia gleniensis
Chirosia gleniensis este o specie de muște din genul Chirosia, familia Anthomyiidae. A fost descrisă pentru prima dată de Huckett în anul 1924. Conform Catalogue of Life specia Chirosia gleniensis nu are subspecii cunoscute.